# Amaia González de Garibay
Amaia González (født 27. Februar 1984 i Valladolid) er en spansk håndboldspiller, som spiller for Balonmano Aula Valladolid i hjemlandet og Spaniens håndboldlandshold.
Fra 2017 til 2020 spillede hun for Zubileta Evolution Zuazo.